# 野間恒

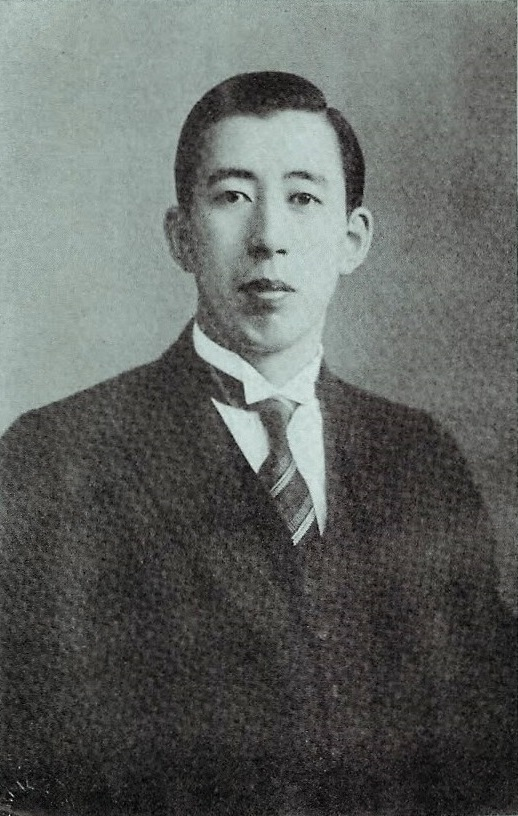
野間恒

野間 恒（のま ひさし、1909年〈明治42年〉4月24日 - 1938年〈昭和13年〉11月7日）は、昭和時代前期の実業家、剣道家。大日本雄弁会講談社第2代社長を務めた。

## 来歴
大日本雄弁会講談社の創始者・野間清治の長男として東京市神田区台所町に生まれる。千駄木尋常小学校を卒業した後は父の意向で上級学校へ進学せず、一種の帝王学ともいえる独自の教育を受けて育った。
1935年（昭和10年）には大日本雄弁会講談社に出社し始め、同社の跡取りとして将来を嘱望された。
1938年（昭和13年）は激動の年となった。恒は2月に町尻量基の長女・登喜子と結婚する。登喜子の実家は旧堂上家の公家（子爵）で、父は侍従武官・陸軍軍務局長・軍司令官などを歴任した陸軍中将、母・由紀子は賀陽宮邦憲王の第一王女という元皇族で、このうえもない縁組みだったが、この頃大腸癌を発病し、病状が進行していった。10月16日に父・清治が満59歳で急死すると、恒は同日中に講談社第2代社長に就任するが、このときすでに病床から起き上がれないほどまでに衰弱しきっていた。恒は講談社が完全な株式会社に移行したことを見届けると、父の後を追うように11月7日に29歳で死去した。その社長在任期間は22日だった。墓所は護国寺にあり、父の墓の隣に葬られている。
恒の死後、母の左衛が第3代社長に就いた。また妻の登喜子は野間家に留まり、左衛の姪の夫でのちに講談社取締役となった高木三吉の弟の省一と再婚、これを野間家の婿養子として第4代社長に就け、その間にのちに第6代社長となる野間佐和子を生んでいる。

## 人物 – 剣道家として

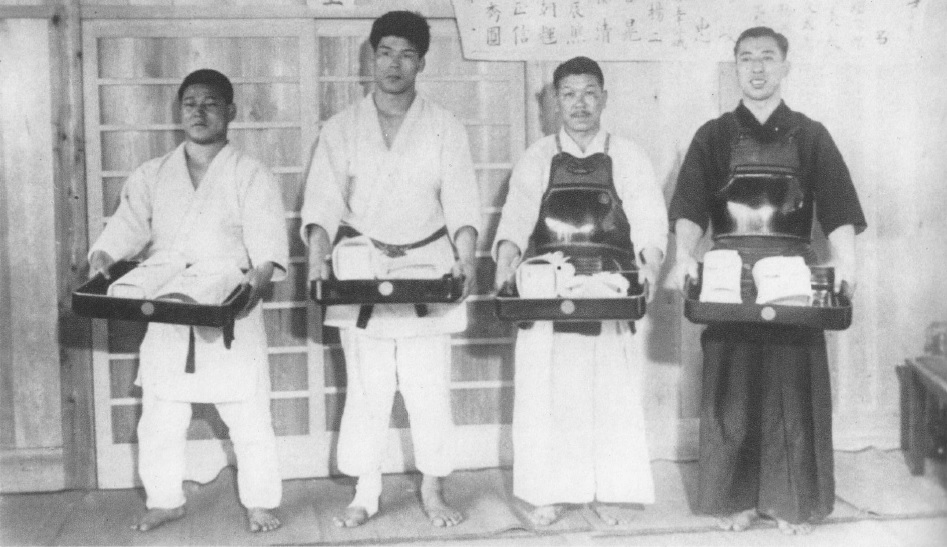
1934年開催の皇太子殿下御誕生奉祝天覧武道大会での優勝者たち。右から順に野間恒（剣道）、山本忠次郎（剣道）、平田良吉（柔道）、大谷晃（柔道）。

幕末の北辰一刀流玄武館四天王の一人森要蔵の門弟野間好雄を祖父に、森要蔵の娘を祖母にもつ父・清治は、剣道こそ人格確立と修養の最善の道と信じ、野間道場を設立した。その関係から恒は幼少より剣の道を叩き込まれた。清治は甥の森寅雄も引き取って養育していたが、彼もまた長じて有名な剣道家となる。
恒は幼い頃はひ弱でおどおどした性格だったが、努力家で、毎朝夕に1時間は稽古し、成長するに従って休日は千葉・伊香保・伊東の道場で5〜6時間を稽古に費やした。また時間が空くと高野佐三郎の修道学院に通った。この頃には相手を突き飛ばしてガラスを割ることもあるほど強くなっていた。
1929年（昭和4年）、大日本武徳会から剣道精錬証を授与される。
1933年（昭和8年）の陸軍武道大会で優勝。翌1934年（昭和9年）には皇太子殿下御誕生奉祝天覧武道大会の府県選士の部で優勝して「昭和の大剣士」と謳われた。この東京予選の決勝の相手は奇しくも従弟の森寅雄だった。
病院嫌いだったらしく、死因となった大腸癌についても、1937年（昭和12年）頃から既に胃腸をおかしくしていたにも関わらず、「逆療法」と称してビールやステーキを大量に摂取するといった行動を繰り返していたという。同年10月に胃潰瘍の疑いで入院し手術を受けるが、退院後も肉類を食べ続けるなど胃腸に負担をかける生活を続けていた。
1938年（昭和13年）7月、すでに病篤い恒に大日本武徳会から剣道教士号が授与されている。

## 著作
- 『剣道読本』大日本雄弁会講談社、1939年3月。 NCID BN12004820。全国書誌番号:46051642。
  - 『剣道読本』（新訂版）大日本雄弁会講談社、1976年9月。 NCID BN07606358。全国書誌番号:71015283。
- 『風詩余録』大日本雄弁会講談社、1939年11月。 NCID BA4531197X。全国書誌番号:46071561。

## 関連文献
- 魚住昭『出版と権力 講談社と野間家の一一〇年』講談社、2021年2月。ISBN 9784065129388。